# NGC 386

NGC 386

NGC 386 هي مجرة تتبع كوكبة الحوت. اكتشفها ويليام بارسونز في 4 نوفمبر 1850.

## روابط خارجية
- NGC 386 على موقع ويكي سكاي: DSS2, SDSS, GALEX, IRAS, Hydrogen α, X-Ray, Astrophoto, Sky Map, Articles and images